# Grand Prix de Tennis de Lyon 2000 - Qualificazioni doppio
Le qualificazioni del doppio  del Grand Prix de Tennis de Lyon 2000 sono state un torneo di tennis preliminare per accedere alla fase finale della manifestazione. I vincitori dell'ultimo turno sono entrati di diritto nel tabellone principale. In caso di ritiro di uno o più giocatori aventi diritto a questi sono subentrati i lucky loser, ossia i giocatori che hanno perso nell'ultimo turno ma che avevano una classifica più alta rispetto agli altri partecipanti che avevano comunque perso nel turno finale.
Le qualificazioni del doppio del torneo Grand Prix de Tennis de Lyon 2000 prevedevano 3 coppie partecipanti di cui una è entrata nel tabellone principale.

## Teste di serie
1. Ivan Ljubičić /  Jack Waite (Qualificati)

1. Julien Benneteau /  Olivier Patience (primo turno)

## Qualificati
1. Ivan Ljubičić  /   Jack Waite

## Tabellone

### Legenda
| - Q = Qualificato - WC = Wild card - LL = Lucky loser | - ALT = Alternate - SE = Special Exempt - PR = Protected Ranking | - w/o = Walkover - r = Ritirato - d = Squalificato |

|  | Primo turno | Primo turno                       | Primo turno | Primo turno | Primo turno |  |  | Ultimo turno | Ultimo turno               | Ultimo turno               | Ultimo turno | Ultimo turno |  |
|  |             |                                   |             |             |             |  |  |              |                            |                            |              |              |  |
|  |             |                                   |             |             |             |  |  |              |                            |                            |              |              |  |
|  |             |                                   |             |             |             |  |  |              | Lionel Roux Cyril Saulnier | Lionel Roux Cyril Saulnier | 5            | 3            |  |
|  |             | Lionel Roux Cyril Saulnier        | 3           | 6           | 7           |  |  | 1            | Ivan Ljubičić Jack Waite   | Ivan Ljubičić Jack Waite   | 7            | 6            |  |
|  | 2           | Julien Benneteau Olivier Patience | 6           | 1           | 6(1)        |  |  |              |                            |                            |              |              |  |